# Taraxacum tadshikorum
Taraxacum tadshikorum là một loài thực vật có hoa trong họ Cúc. Loài này được Ovczinn. mô tả khoa học đầu tiên năm 2000.